# Sven Meyer (Fußballspieler, 1970)
Sven Meyer (* 4. September 1970 in West-Berlin) ist ein deutscher Fußballspieler, der vorwiegend in Berliner Vereinen unter Vertrag stand.

## Spielerkarriere
Sven Meyer begann als Fünfjähriger bei Rapide Wedding mit dem Fußballspielen. Anschließend wechselte er in die Jugend von Tennis Borussia Berlin, bevor er 1988 zu Hertha BSC ging. Dort wurde er zunächst in der A-Jugend und anschließend bei den Amateuren eingesetzt. Am zweiten Spieltag der Saison 1992/93 debütierte Sven Meyer für Herthas Profi-Mannschaft in der 2. Bundesliga, als er kurz vor Schluss in der Partie bei Hannover 96 für Torsten Gowitzke eingewechselt wurde. Einen Stammplatz konnte er sich aber dort jedoch weder unter Bernd Stange noch unter Günter Sebert erkämpfen. So kam es, dass er weiterhin größtenteils für die Amateurelf auflief, die in derselben Spielzeit überraschend das DFB-Pokal-Finale erreichte. Doch Meyer konnte vor 76.000 Zuschauern im Berliner Olympiastadion nicht verhindern, dass das Endspiel letztlich mit 0:1 gegen Bayer 04 Leverkusen verloren ging. Auch 1993/94 hatte Meyer einen schweren Stand bei seinen Trainern. Erst als Karsten Heine in der Schlussphase der Saison Uwe Reinders als Spielleiter ablöste, kam Meyer zu Einsätzen. 1994/95 gehörte Meyer dann erstmals zur Stammformation und erhielt neben den Zwillingen Oliver und Andreas Schmidt mit 32 Einsätzen die meisten Einsätze. 1995/96 gehörte Meyer zunächst zur Stammformation, verlor seinen Stammplatz aber nach der Anstellung Jürgen Röbers als neuer Trainer. Unter ihm kam Meyer hauptsächlich als Einwechselspieler zum Zuge.
Deswegen ging Meyer zum 1. FC Union Berlin, das 1996/97 in der Regionalliga um den Aufstieg mitspielte, diesen jedoch letztendlich verfehlte. 1997/98 hatte Meyer bis zur Winterpause alle 18 Partien absolviert. Da zeitgleich die finanzielle Lage bei Union immer prekärer wurde, unterzeichnete Meyer in der Winterpause einen Auflösungsvertrag und wechselte zu Chengdu Wuniu nach China.
Nach einer Saison kehrte Sven Meyer im November 1998 nach Deutschland zurück, wo er einen Vertrag beim SV Babelsberg 03 erhielt. Babelsberg spielte zu diesem Zeitpunkt in der Regionalliga und erreichte dort mit dem 15. Platz den Klassenerhalt.
Doch bereits am Saisonende verließ Meyer Babelsberg und ging zum FC Bremerhaven in die Nordstaffel der Regionalliga. Die Saison wurde auf dem vorletzten Platz beendet und somit musste der FC Bremerhaven in der kommenden Saison in der Oberliga Nord Staffel Niedersachsen/Bremen antreten.
Im Sommer 2000 verließ Meyer Bremerhaven und ging zum Ligarivalen VfB Oldenburg, mit dem er zwar die Staffel gewann, in der Aufstiegsrelegation aber schließlich an der zweiten Mannschaft des Hamburger SV scheiterte.
So kehrte Meyer im Sommer 2002 nach Berlin zurück. Dort unterschrieb er einen Vertrag bei TeBe und begann zeitgleich BWL zu studieren. Mit Tennis Borussia trat Meyer in der viertklassigen Oberliga Nordost an. Dort belegte man in der Abschlusstabelle den vierten Rang. Zur Saison 2003/04 wurde Meyer dann Kapitän der Borussen. Doch nach dem fünften Platz im Abschlussklassement verließ Meyer TeBe und ging zum Spandauer SV.
Mit den Spandauern stieg Sven Meyer 2007 in die Oberliga auf, die man auf Platz 12 beendete, durch eine Ligareform allerdings in der Saison 2008/09 nur noch fünftklassig spielte. In der Winterpause wechselte Sven Meyer zum Berliner SC. Mit dem BSC schaffte Meyer auf Anhieb den Wiederaufstieg in die Berlin-Liga, wobei Meyer vier Tore zum Wiederaufstieg beisteuern konnte.

## Privates
Seit 2003 arbeitet Sven Meyer für den Sportrechtevermarkter Sportfive. Zeitgleich spielt er regelmäßig in der Traditionsmannschaft von Hertha BSC.